# Пашкевич Рита Семенівна
Рита Семенівна Пашкевич (нар. 24 січня 1931, Довгинцеве — пом. 13 червня 2007, Київ) — українська радянська художниця тканин; член Спілки радянських художників України з 1964 року. Мати художника Вадима Корженка.

## Біографія
Народилася 24 січня 1931 року у селищі Довгинцевому (нині у межах міста Кривого Рогу, Дніпропетровська область, Україна). Протягом 1948—1953 років навчалася на факультеті живопису Дніпрпетровського художнього училища, була ученицею Олександра Куко. У 1953—1959 роках продовжила навчання на кафедрі художнього текстилю Львівського інституту декоативного та пикладного мистецтва. Її педагогами були Ангеліна Бельтюкова, Євген Арофікін. Дипломна робота — серія одягових шовкових тканин з вибійчаними і тканими узорами (керівник Ангеліна Бельтюкова, оцінка: відмінно).
Упродовж 1959—1986 років була провідним художником Дарницького шовкового комбінату. У 1981—1991 роках працювала в галузі монументально-декоративного мистецтва у Художньому фонді України, де виконувала гобелени та розпис по шовку для організацій-замовників у різних містах Української РСР. Жила в Києві у будинку на вулиці Ентузіастів, № 25/1, квартира № 23. Померла в Києві 13 червня 2007 року.

## Творчість
Працювала в галузі декоративного мистецтва. Створювала малюнки (вибійка) для платтяних тканин, широко використовуючи мотиви української природи та народної орнаментики. Серед робіт шовкові та жакардові тканини:
- «Берізки» (1959);
- «Вечірній Київ» (1960);
- «Гуцули» (1962);
- «Наталка Полтавка» (1963);
- «Карпати» (1963);
- «Червоні троянди» (1964);
- «Троянди» (1965);
- «Каштани» (1966);
- «Калина» (1971).

Брала участь у республіканських виставках з 1964 року, зарубіжних промислових — з 1959 року.